# Lohača
Lohača este o localitate din comuna Postojna, Slovenia, cu o populație de 25 de locuitori.